# یورگوس کالافاتیس
یورگوس کالافاتیس (یونانی: Γιώργος Καλαφάτης؛ ۱۷ مارس ۱۸۹۰ – ۱۹ فوریهٔ ۱۹۶۴) بازیکن و مربی فوتبال اهل یونان بود.
از باشگاه‌هایی که در آن بازی کرده‌است می‌توان به باشگاه فوتبال پاناتینایکوس اشاره کرد.
وی همچنین در تیم ملی فوتبال یونان بازی کرده‌است.